# Comuna Haiivka, Dobrovelîcikivka
Haiivka (în ucraineană Гаївка) este o comună în raionul Dobrovelîcikivka, regiunea Kirovohrad, Ucraina, formată din satele Haiivka (reședința), Novotîșkivka, Osîkove și Virne.

## Demografie
Componența lingvistică a comunei Haiivka
     Ucraineană (95,67%)
     Română (2,1%)
     Rusă (1,36%)
     Alte limbi (0,37%)
Conform recensământului din 2001, majoritatea populației comunei Haiivka era vorbitoare de ucraineană (95,67%), existând în minoritate și vorbitori de română (2,1%) și rusă (1,36%).